# Ostrog, Šentjernej
Ostrog este o localitate din comuna Šentjernej, Slovenia, cu o populație de 193 de locuitori.